# Her Father's Silent Partner
Her Father's Silent Partner é um filme dramático dos Estados Unidos de 1914 dirigido por Donald Crisp.

## Elenco
- Harry Carey
- Claire McDowell
- Dorothy Gish
- Lionel Barrymore